# Louis Andriessen
Louis Andriessen (Utrecht, 6 giugno 1939 – Weesp, 1º luglio 2021) è stato un compositore olandese di musica contemporanea.

## La vita
Considerato come uno dei più noti ed eseguiti compositori olandesi, è nato in una famiglia di musicisti, essendo figlio del compositore Hendrik Andriessen (1892-1981) e fratello del compositore Jurriaan Andriessen (1925-1996).
Iniziò gli studi con il padre e con Kees van Baaren presso il Conservatorio Reale de L'Aia, in seguito studiò per due anni con Luciano Berio a Milano e Berlino.
Ha fondato i gruppi strumentali De Volharding e Hoketus, i quali tra l'altro presero i nomi da titoli di due sue composizioni; ha avuto inoltre un ruolo importante nella costituzione e fondazione dei gruppi Schoenberg ensemble e Asko ensemble.
Louis Andriessen ha vissuto e lavorato ad Amsterdam.

## La musica
I suoi primi lavori denotano una certa attitudine alla sperimentazioni in varie correnti coeve: il serialismo (Series, 1958), il pastiche (Anachronie I, 1966-1967), e l'elettronica (Il Duce, 1973).
Grazie alla sua reazione al conservativismo di buona parte della scena musicale olandese dell'epoca, Andriessen sentì la necessità di spingersi verso un linguaggio musicale più radicale e alternativo. Fin dai primi anni settanta rifiutò di scrivere per organici convenzionali quali l'orchestra sinfonica, per utilizzare invece effettivi strumentali molto più personali, comprendenti spesso strumenti quali la chitarra elettrica o il basso elettrico.
La scelta caratteristica degli strumenti, assieme al suo stile personale, nel quale si possono riconoscere influenze stravinskiane e del minimalismo statunitense, contribuiscono a fare della musica di Andriessen un qualcosa di molto personale e facilmente riconoscibile.
La sua scrittura armonica, comunque, fuoriesce dall'insistita consonanza di molti autori minimalisti americani, inglobando invece le conquiste armoniche europee del secondo dopoguerra. Nelle sue partiture vengono sovente usate tecniche di esecuzione non ortodosse quali accentazioni ritmiche particolarmente esasperate, voci umane amplificate, utilizzo primario di suoni non vibrati. Inoltre, in brani come De Staat (1972-1976) non è difficile rilevare influenze jazzistiche, in particolare provenienti dalla musica per big band di autori come Count Basie e Stan Kenton.
Per stessa ammissione dell'autore, la musica di Andriessen è decisamente antiromantica, in particolare molto distante dalla scuola germanica, ed ha costituito una reale alternativa al serialismo europeo.
La sua musica è edita da Donemus, Boosey & Hawkes e BabelScores, molte sue registrazioni vengono pubblicate dall'etichetta Nonesuch.

## Opere

### Musica strumentale (da 1 a 12 esecutori)
- Nuit d'été (1957) per pianoforte a 4 mani
- Séries (1958) per  2 pianoforti
- Trois Pièces (1961) per pianoforte (mano sinistra)
- Ittrospezione I (1961) per pianoforte a 4 mani
- Joli commentaire (1961) per pianoforte a 4 mani
- Étude pour les timbres (1962) per pianoforte
- Registers (1963) per pianoforte
- Ittrospezione III [Concept I] (1964) per clarinetto, sassofono, corno, 3 tromboni, percussioni, 2 pianoforti, chitarra, contrabbasso
- Ittrospezione III [Concept II] (1965) per clarinetto, sassofono tenore, corno, 3 tromboni, percussioni, 2 pianoforti, viola, contrabbasso
- Ittrospezione III [Concept II] – Fragment (1965) sassofono tenore ad libitum, 2 pianoforti (fa parte di Ittrospezione III [Concept II], può essere eseguito separatamente)
- Souvenirs d'enfance (1966) per pianoforte
- Anachronie I (1966-1967) per grande orchestra
- The Garden of Ryoan-gi (1967) per 3 organi elettronici
- Choralvorspiele (1969) per organo
- Wals (1974) per pianoforte
- De Staat (1972-1976) per 2 pianoforti (nuova versione)
- Hoketus (1975-1976) per 2 flauti di Pan, 2 sassofoni contralti ad libitum, 2 bassi elettrici, 2 pianoforti, 2 pianoforti elettrici, 2 congas
- Symphonie voor losse snaren (1978) per 12 archi
- Felicitatie (1979) per 3 trombe
- Ende (1981) per 2 flauti dolci contralti (1 esecutore)
- La voce (1981) per violoncello e voce, testo di Cesare Pavese
- Disco (1982) per violino e pianoforte
- Overture to Orpheus (1982) per clavicembalo
- Menuet voor Marianne (1983) per pianoforte
- Trepidus (1983) per pianoforte
- Berceuse voor Annie van Os (1985) per pianoforte
- De Lijn (1986) per 3 flauti
- De Toren (1988, rev. 2000) per carillon
- Facing Death (1990) per quartetto d'archi amplificato
- Lacrimosa (1991) per 2 fagotti
- Hout (1991) per sassofono tenore, chitarra elettrica, pianoforte, marimba (+ woodblocks)
- Romance voor Caecilia (1991) per pianoforte
- Song Lines (1992) per 3 o 6 sassofoni
- Deuxième chorale (1992) per music box
- The Memory of Roses (1992) per pianoforte (+ pianoforte giocattolo)
- Chorale (1992) per pianoforte
- Lied (1993) per pianoforte
- Zilver (1994) per flauto, clarinetto, violino, violoncello, pianoforte, vibrafono e marimba
- Base (1994) per pianoforte (mano sinistra)
- De komst van Willibrord (1995) per carillon
- To Pauline O (1995) per oboe
- De herauten (1997) per 3 corni, 3 trombe, 3 tromboni, tuba, timpani
- Not an Anfang (1997) per pianoforte
- Woodpecker (1999) per percussioni
- Image de Moreau (1999) per pianoforte
- Dirck Sweelinck Missed the Prince (1999) per clavicembalo
- Feli-citazione (2000) per pianoforte
- Very Sharp Trumpet Sonata (2002) per tromba
- Strijkkwartet No. 2, “Tuin van Eros” (2002) per quartetto d'archi
- Klokken voor Haarlem (2002) per pianoforte, celesta, sintetizzatore, vibrafono (+ glockenspiel)
- Tuin van Eros (2003) per violino e pianoforte
- Haags Hakkuh – The Hague Hacking (2003) per 2 pianoforti

### Musica strumentale (sopra i 12 esecutori) e orchestrale
- Ittrospezione II (1963) per grande orchestra
- Anachronie II (1969) per oboe e piccola orchestra (4 corni, arpa, pianoforte, archi)
- Hoe het is (1969) per 52 archi e live electronics
- De negen symfonieën van Beethoven (1970) per campana da gelataio e orchestra
- Spektakel (1970) per ensemble di improvvisatori (sassofono [+ clarinetto basso], viola, chitarra basso, organo elettronico [+ pianoforte], percussioni [o altri strumenti]) e piccola orchestra
- Symfonieën der Nederlanden (1974) per 2 o più bande (almeno 32 esecutori)
- Nederland, let op uw schoonheyt (1975) per banda
- Workers Union (1975) per qualsiasi gruppo di strumenti “ad alto volume”
- Hymne to the Memory of Darius Milhaud (1978) per orchestra
- De Snelheid (1982-1983, rev. 1984) per  3 ensemble amplificati
- Nietzsche redet (1989) per voce recitante, flauto contralto, corno inglese, clarinetto, clarinetto basso, fagotto, 2 violini, viola, 2 violoncelli, contrabbasso, 2 pianoforti, testo di Friedrich Nietzsche
- Fanfare om te beginnen (2001) per 6 gruppi di corni
- RUTTMANN Opus II, III, IV (2003) per flauto, 3 sassofoni, corno, 3 trombe, 3 tromboni, contrabbasso, pianoforte

### Musica elettronica
- In Memoriam (1971) per nastro magnetico
- Il Duce (1973) per nastro magnetico
- Tuin van Zink (1998) per viola e live electronics

### Musica vocale
- Nocturnen (1959) per 2 soprani e orchestra, testo del compositore
- Canzone 3. Utinam (1972) (testo dal Libro di Giobbe) per soprano e pianoforte
- Il Principe (1974) per 2 cori misti, 8 legni, 3 corni, tuba, basso elettrico e pianoforte, testo di Niccolò Machiavelli
- De Staat (1972-1974) per 2 soprani, 2 mezzosoprani, 4 oboi (3° e 4° + corno inglese), 4 corni, 4 trombe, 3 tromboni, trombone basso, 2 arpe, 2 chitarre elettriche, 4 viole, basso elettrico, 2 pianoforti, testo di Platone
- Laat toch vrij de straat (1978) per voce e pianoforte, testo di Jaap van der Merwe
- Mausoleum (1979 rev. 1981) per 2 baritoni acuti e orchestra (12 ottoni, 2 arpe, cimbalom, 2 pianoforti, 2 percussioni, almeno 10 archi, basso elettrico), testi di Mikhail Bakunin e Arthur Arnould
- Un beau baiser (1980) per coro misto
- De Tijd (1979-1981) per coro femminile, percussioni e orchestra (6 flauti, 2 flauti contralti, 3 clarinetti, clarinetto contrabbasso, 6 trombe, 2 arpe, 2 pianoforti, organo Hammond, archi, 2 bassi elettrici, testi di Sant'Agostino
- Commentaar (1981) per voce e pianoforte, testo di Wilhelm Schön
- Y después (1983) per voce e pianoforte, testo di Federico García Lorca)
- Dances (1991) per soprano e piccola orchestra (arpa amplificata, pianoforte amplificato, percussioni e archi), testo di Joan Grant. Può essere eseguito in concerto.
- M is for Man, Music, Mozart (1991) per voce femminile jazz, flauto (+ ottavino), sassofono soprano, sassofono contralto, sassofono tenore, corno, 3 trombe, 2 tromboni, trombone basso, contrabbasso, pianoforte, testi del compositore, di Jeroen van der Linden e Peter Greenaway
- Nadir en Zenit (1992) improvvisazione su poesie di Sybren Polet per voce e pianoforte (+ sintetizzatore)
- ...not being sundered (1992) per soprano, flauto e violoncello, testo di  Rainer Maria Rilke
- Een lied van de zee (1994) per voce femminile, testo Hélène Swarth
- Odysseus' Women (1995) per 2 soprani, 2 contralti e campionatore, testo di Omero
- Machmes Wos (1996) per voce e pianoforte
- Trilogie van de Laatste Dag (1996-1997) per 4 voci femminili, pianoforte (+ voce e koto), piccola orchestra (5 legni, 2 corni, arpa, pianoforte (+ celesta), 2 percussioni, almeno 14 archi). Ognuna delle tre sezioni può essere eseguita separatamente: (1) The Last Day (testi di Lucebert) per voce di ragazzo, 4 voci maschili e orchestra; (2) TAO (testi di Lao Tzu, Kōtarō Takamura); (3) Dancing on the Bones (testo del compositore) per coro di voci bianche e orchestra
- De eerste minnaar (1998) per voce di ragazzo e organo, testo di Ton Tellegen
- What Shall I Buy You, Son? (2000) per voce e pianoforte
- Boodschappenlijstje van een gifmengster (2000) per cantante e voce, testo del compositore
- Inanna's Descent (2000) per mezzosoprano (Cristina Zavalloni), ottavino, oboe, violino, pianoforte, 2 ensembles di percussioni  (4-12 esecutori totali)
- The New Math(s) (2000) per soprano, flauto, violino, marimba, musica su CD, musica da film, può essere eseguita in concerto, testo di Hal Hartley
- Passeggiata in tram in America e ritorno (2001) per voce femminile italiana (Cristina Zavalloni), 3 trombe, 3 tromboni, chitarra elettrica, violino elettrico, contrabbasso, pianoforte, percussioni, testo di Dino Campana
- De vleugels van de herinnering (2001) per voce e pianoforte, testo di Larissa Tiginachvili
- La Passione (2000-2002) per voce femminile jazz (Cristina Zavalloni), violino e piccola orchestra (7 legni, 7 ottoni, chitarra elettrica, cimbalom, 2 pianoforti, sintetizzatore, 2 percussioni, 3 violini, basso elettrico), testo di Dino Campana
- Letter from Cathy (2003) per voce femminile jazz (Cristina Zavalloni), arpa, violino, contrabbasso, pianoforte e percussioni, testo da una lettera di Cathy Berberian al compositore)
- Racconto dall'inferno (2004) per voce femminile jazz (Cristina Zavalloni) e piccola orchestra (8 legni, 6 ottoni, chitarra, cimbalom, 2 pianoforti, 2 percussioni, almeno 8 archi, basso elettrico, testi di Dante Alighieri

### Opere teatrali
- Reconstructie (1969) (lavoro collettivo, assieme a Reinbert de Leeuw, Misha Mengelberg, Peter Schat, Jan van Vlijmen), dramma allegorico per solistsi, 3  cori misti, orchestra e live electronics,  libretto di Hugo Claus e Harry Mulisch
- Mattheus passie (1976) musiche di scena per  8 voci miste, 2 oboi (entrambi + corno inglese), organo Hammond, quartetto d'archi e  contrabbasso, (testo di Louis Ferron)
- Orpheus (1977) musiche di scena per 8 voci miste, sintetizzatore, chitarra elettrica, basso elettrico, percussioni, testo di Lodewijk de Boer
- George Sand (1980) musiche di scena per 8 voci miste e 4 pianoforti, testo di Mia Meyer
- Doctor Nero (1984) musiche di scena per 5 viole da gamba e clavicembalo, testo di Lodewijk de Boer
- Dubbelspoor (1986 rev. 1994) balletto per pianoforte, clavicembalo, celesta e glockenspiel
- De Materie (1984-1988) musiche di scena per soprano, tenore, 2 voci recitanti femminili, 8 voci miste amplificate, orchestra amplificata (15 legni, 13 ottoni, [arpa, 2 chitarre elettriche, 2 pianoforti [uno + pianoforte elettrico], 1 pianoforte verticale fuori scena, celesta, 2 sintetizzatori, 6 percussioni, almeno 9 archi, basso elettrico. Due sezioni dell'opera possono essere eseguite separatamente: [2] Hadewijch, [3] De Stijl. Testi da Plakkaat van Verlatinge, Nicolaes Witsen, David Gorlaeus, Hadewijch, M.H.J. Schoenmaekers, Madame van Domselaer-Middelkoop, Willem Kloos, Marie Curie, Françoise Giroud
- M is Muziek, Monoloog en Moord (1993) musiche di scena, testo di Lodewijk de Boer
- Rosa: The Death of a Composer (1993-1994) opera per 2 soprani, tenore, 2 baritoni, voce recitante femminile, 8 voci miste e  orchestra, libretto di Peter Greenaway
- Writing to Vermeer (1997-1999) opera per 2 voci di bambini, 2 soprani, mezzosoprano, coro femminile e orchestra, libretto di Peter Greenaway
- Inanna (2003) per 4 voci, 3 attori, coro misto, clarinetto contrabbasso, 4 sassofoni, violino, film, testi di Hal Hartley e Theo J.H. Krispijn

### Scritti di Louis Andriessen
- (NL) Louis Andriessen, Elmer Schoenenberger, Het apollinisch uurwerk, edizioni Bezige Bij, Amsterdam (1983). ISBN 9023452879

(EN) edizione inglese: The Apollonian Clockwork – On Stravinsky, Amsterdam University Press, Amsterdam (2006). ISBN 9053568565

### Scritti su Louis Andriessen
- Autori vari, Andriessen a cura di Enzo Restagno, edizioni EDT, Torino (1996). ISBN 88-7063-289-X
- (EN) Maja Trochimczyk The Music of Louis Andriessen, edizioni Routledge, Londra (2002). ISBN 0-8153-3789-2